# جراديات
جراديات أو فوق فصيلة نطاطات أكرِيدويْديا (الاسم العلمي Acridoidea)، هي فوق فصيلة رئيسية من رتبة
مستقيمات الأجنحة تضم أنواع الجراد، والجنادب قصيرة القرون، تتميز بأن الرسغ في كل الأرجل
مكون من ثلاث قطع.